# Jamdok-tó
Jamdok-tó (tibeti írással ཡར་འབྲོག་གཡུ་མཚོ་, irodalmi tibeti átírással jar-brog-gaju-mcho) egyike a három legnagyobb tibeti szent tónak. Több mint 72 kilométer hosszú. A tavat  hófödte hegyek veszik körül, vizét számos kisebb patak táplálja. A vízfelesleg a tó nyugati végén távozik.
A tó területe 638 km², mélysége ismeretlen. Formája legyező alakú, a déli rész szélesebb, észak felé összeszűkül. A hegyvidéki tópart erősen tagolt, számos öböl, öblöcske található itt. A tó télen befagy.
A tó nyugati végétől mintegy 90 kilométerre  fekszik a tibeti Gyance.  A tartomány fővárosa, Lhásza innen 100 kilométerre északkeletre található. A helyi mitológia szerint a tó egy istennő megjelenési formája.
A tó nyugati végén, Pai-ti falu mellett található Tibet legnagyobb erőműve, amely 1996 óta üzemel.

## Nevezetességei
A tibetiek mind a hegyeket, mind a tavakat szentnek tekintik, mivel itt laknak az embereket védő istenek,  ezért ez a hely is  különleges szellemi erőforrás. A Jamdok-tó egyike a négy, különleges szent tónak, a hívők úgy gondolják, hogy látnoki erőt kölcsönöz, ezért a dalai láma, és a helyiek fontos  zarándokhelye is. A másik három szent tó a Lhamo La-co, a  Nam-tó, és a Manaszarovár (Mapam-tó). A tavat csodatévőként tisztelik, része a tibeti nemzet szellemi életének. Ez a legnagyobb tó Tibet déli részén, a hagyomány szerint,  ha kiszárad, Tibet már nem lesz lakható.
A tó ad otthont a híres Szamtenling-kolostornak is, amely egy félszigeten található a tó déli részén.  Ez az épület az egyetlen olyan tibeti kolostor, amely foglalkozik a női reinkarnációval is. Mivel ez nem kizárólag nők számára fenntartott intézmény, itt a női  vezető által irányított közösség mintegy harminc, vegyesen  férfi és női szerzetesből illetve apácából áll. A Szamtenling-kolostor legismertebb vezetője Pagmo Dordzse, az egyetlen tibeti női láma volt.
Ma zarándokokat és turistákat is láthatunk sétálni a tó körül. A tó egyik szigetén egy régi erőd vagy vár van, a Pede-dzsong.

## Halászat, legelők
A zátonyok közötti lagúnák gazdag halállománnyal rendelkeznek, amely a helyi lakosság egyik fő eledele.  Áprilistól októberig a kifogott halakat a  Lhászai piacokon értékesítik.
A tó szigeteinek gazdag legelőit a helyi pásztorok hasznosítják.